# Pascal Miézan
Pascal Miézan Aka était un footballeur de Côte d'Ivoire, né le 3 avril 1959 à Gagnoa et mort le 31 juillet 2006 à Abidjan à l'âge de 47 ans. 

## Biographie
En 2006, il a été choisi par la CAF (Confédération africaine de football) comme l'un des 200 meilleurs footballeurs africains de ces 50 dernières années.

## Carrière
- 1977-1985 :  Africa Sports
- 1985-1986 :  Lierse SK
- 1986-1992 :  Africa Sports